# Marrubium multibracteatum
Marrubium multibracteatum là một loài thực vật có hoa trong họ Hoa môi. Loài này được Humbert & Maire mô tả khoa học đầu tiên năm 1927.